# Campeonato Pernambucano de Futebol Sub-20 de 2017
O Campeonato Pernambucano de Futebol Sub-20 de 2017, foi a 83ª edição do torneiro realizado no estado de Pernambuco e organizado pela Federação Pernambucana de Futebol. Com início em 29 de julho e termino em 22 de novembro, a competição contou com a participação de jogadores nascidos a partir do ano de 1997 e teve como campeão a equipe Sub-20 do Sport, que conquistou seu 32° título na competição.

## Regulamento e formato

### Regulamento
O Campeonato Pernambucano SUB-20 de 2017,  será disputado por 13 (treze) clubes/associações que atenderem às disposições contidas no estatuto da Federação Pernambucana de Futebol - FPF, obedecendo ao formato da competição e do regulamento. O campeonato começou entre os dias 29 de julho e 22 de novembro de 2017.

### Formato
A Competição será realizada em 02 (duas) fases classificatória e uma eliminatória, e regida pelo sistema de pontos ganhos, de acordo com o REC. Na Primeira fase, os 13 (treze) clubes/associações, formaram três grupos na seguinte forma: Os grupos “A” e “C” serão composto por 04 (quatro) clubes/associações cada um, e o grupo “B” será composto por 05 (cinco) clubes/associações, os jogos serão entre si no sistema de ida e volta.
Classifica-se para a segunda fase:
- 02 (dois) primeiros clubes/associações que obtiverem a maior pontuação dos grupos “A” e “C”;
- 03 (três) primeiros clubes/associações que obtiverem a maior pontuação do grupo “B”;
- O clube/associação que obtiver a melhor 3ª colocação com a maior pontuação do grupos “A” e “C”

Na Segunda fase, os 08 (oito) clubes/associações classificados na primeira fase, disputaram um Quadrangular com dois grupos cada um composto por 04 (quatro)
clubes/associações que jogarão entre si em jogos de ida e volta, classificando-se os 02 (dois) primeiros clubes/associações que obtiverem a maior pontuação em seu respectivo
grupo.
Na fase final Eliminatória, os 04 (quatro) clubes/associações jogarão entre si em jogos de ida e volta até a final, tornando-se CAMPEÃO o clube/associação que ganhar a final.

## Critérios de Desempate
Em caso de empate por pontos entre dois ou mais clubes, os critérios de desempate são aplicados na seguinte ordem:
Na Primeira e Segunda Fase (classificatória e quadrangulares) sempre que dois ou mais clubes/associações estiverem em igualdade de pontos, aplica-se os critérios de desempate:
1. Maior número de vitórias na fase em disputa;
2. Maior saldo de gols na fase em disputa;
3. Maior número de gols marcados na fase em disputa;
4. Vantagem no confronto direto entre duas equipes/associações na fase em disputa;
5. Menor número de cartão vermelho na fase em disputa e
6. Sorteio.

Na última fase, fase eliminatória será adotado o seguinte critério em caso de igualdade:
1. Gol fora e
2. Disputa de pênaltis.

## Equipes Participantes
| Equipe                              | Cidade                 | Títulos (Último) |
| ----------------------------------- | ---------------------- | ---------------- |
| Afogados da Ingazeira Futebol Clube | Afogados da Ingazeira  | 0 (não possui)   |
| América Futebol Clube               | Recife                 | 1 (em 1931)      |
| Clube Atlético Pernambucano         | Carpina                | 0 (não possui)   |
| Belo Jardim Futebol Clube           | Belo Jardim            | 0 (não possui)   |
| Central Sport Club                  | Caruaru                | 1 (em 1983)      |
| Flamengo Sport Club de Arcoverde    | Arcoverde              | 0 (não possui)   |
| Clube Náutico Capibaribe            | Recife                 | 17 (em 2013)     |
| Clube Atlético do Porto             | Caruaru                | 3 (em 2014)      |
| Salgueiro Atlético Clube            | Salgueiro              | 0 (não possui)   |
| Santa Cruz Futebol Clube            | Recife                 | 28 (em 2003)     |
| Sport Club do Recife                | Recife                 | 31 (em 2016)     |
| Serra Talhada Futebol Clube         | Serra Talhada          | 0 (não possui)   |
| Vera Cruz Futebol Clube             | Vitória de Santo Antão | 0 (não possui)   |

## Fase final

### Semifinal
Em itálico, os times que possuem o mando de campo no primeiro jogo do confronto e em negrito os times classificados.
|  | Semifinais 11 de novembro à 16 de novembro | Semifinais 11 de novembro à 16 de novembro | Semifinais 11 de novembro à 16 de novembro | Semifinais 11 de novembro à 16 de novembro |   |            | Final 19 de novembro à 22 de novembro | Final 19 de novembro à 22 de novembro | Final 19 de novembro à 22 de novembro | Final 19 de novembro à 22 de novembro |
|  |                                            |                                            |                                            |                                            |   |            |                                       |                                       |                                       |                                       |
|  | Serra Talhada                              | 2                                          | 0                                          | 2                                          |   |            |                                       |                                       |                                       |                                       |
|  | América-PE                                 | 1                                          | 2                                          | 3                                          |   |            |                                       |                                       |                                       |                                       |
|  | América-PE                                 | 1                                          | 2                                          | 3                                          |   | América-PE | 1                                     | 0                                     | 1                                     |                                       |
|  |                                            |                                            |                                            |                                            |   | América-PE | 1                                     | 0                                     | 1                                     |                                       |
|  |                                            | Sport                                      | 2                                          | 4                                          | 6 |            |                                       |                                       |                                       |                                       |
|  | Náutico                                    | Sport                                      | 2                                          | 4                                          | 6 | 0          | 2                                     | 2                                     |                                       |                                       |
|  | Náutico                                    |                                            |                                            |                                            |   | 0          | 2                                     | 2                                     |                                       |                                       |
|  | Sport                                      | 0                                          | 3                                          | 3                                          |   |            |                                       |                                       |                                       |                                       |

### Final
Ida
| 19 de novembro | América-PE | 1–2    | Sport | Estádio Ademir Cunha, Paulista          |
| 15:00          |            | Súmula |       | Árbitro: PE Hugo Soares Dias Figueirêdo |

Volta
| 22 de novembro | Sport | 4–0    | América-PE | Ilha do Retiro, Recife                    |
| 15:00          |       | Súmula |            | Árbitro: PE Rodrigo José Perreira de Lima |

## Premiação
| Campeonato Pernambucano de Futebol Sub-20 de 2017 |
| ------------------------------------------------- |
| Sport Campeão (32º título)                        |

| Vice Campeão: | Terceiro Colocado: | Quarto Colocado: | Artilheiro:                          |
| ------------- | ------------------ | ---------------- | ------------------------------------ |
| América-PE    | Náutico            | Serra Talhada    | Matheus Silva (América-PE) – 10 gols |